# Baltasar Moscoso y Sandoval
Baltasar Moscoso y Sandoval (Santiago di Compostela, 9 marzo 1589 – Madrid, 17 settembre 1665) è stato un cardinale e arcivescovo cattolico spagnolo.

## Biografia
Nacque a Santiago di Compostela il 9 marzo 1589, figlio del Conte di Altamira Lope Moscoso Ossorio, nipote del Duca di Lerma e cardinale Francisco Gómez de Sandoval y Rojas, attivo alla corte di Filippo III di Spagna e parente del cardinale Bernardo de Sandoval y Rojas.
Papa Paolo V lo elevò al rango di cardinale nel concistoro del 2 dicembre 1615.
Nel 1655 lo storico gesuita Gabriel de Henao gli dedicò l'opera Scientia media historice propugnata.
Morì il 17 settembre 1665 all'età di 76 anni.

## Genealogia episcopale
La genealogia episcopale è:
- Cardinale Diego Espinosa Arévalo
- Cardinale Gaspar de Quiroga y Vela
- Cardinale Rodrigo de Castro Osorio
- Cardinale Bernardo de Sandoval y Rojas
- Arcivescovo Fernando Acevedo González
- Cardinale Baltasar Moscoso y Sandoval